# Metapocyrtus lumawigi
Metapocyrtus (Artapocyrtus) lumawigi – gatunek chrząszcza z rodziny ryjkowcowatych i podrodziny Entiminae.
Gatunek ten opisany został w 2017 roku przez Maurizio Bollino i Franco Sandela na podstawie 20 okazów odłowionych w latach 2014–2015.
Samiec mierzy od przedniej krawędzi przedplecza do tylnego brzegu pokryw 10,2–11,5 mm, a samica 10,5 mm. Oskórek jest ubarwiony czarno, na wierzchu ciała silnie, a na spodzie słabo błyszczący. Głowa jest prawie naga, o dość dużych oczach i płaskim przedzie. Nieco dłuższy niż szerszy ryjek ma rozszerzony wierzchołek, punktowany grzbiet i głębokie rowki: podłużny oraz poprzeczny w nasadowej połowie. Kulistawy, prawie tak długi jak szeroki przedtułów ma delikatnie punktowane przedplecze z pasami jasnożółtych łusek wzdłuż wszystkich brzegów. Prawie jajowate w obrysie pokrywy mają punktowane rzędy, z których te od pierwszego do dwunastego zaopatrzone są w podłużne pasy miedziano-czerwonych łusek. Zwykle pasy te są przerwane w połowie długości pokryw. Samiec ma smukłe prącie z guzkiem wierzchołkowym, w widoku bocznym równomiernie zakrzywione, a w grzbietowym nieco faliste w części nasadowej oraz równomiernie faliste w szczytowej ćwiartce.
Gatunek endemiczny dla Filipińskiego Luzonu, znany wyłącznie z prowincji Camarines Norte i Camarines Sur w regionie Bicol.